# .333 제프리

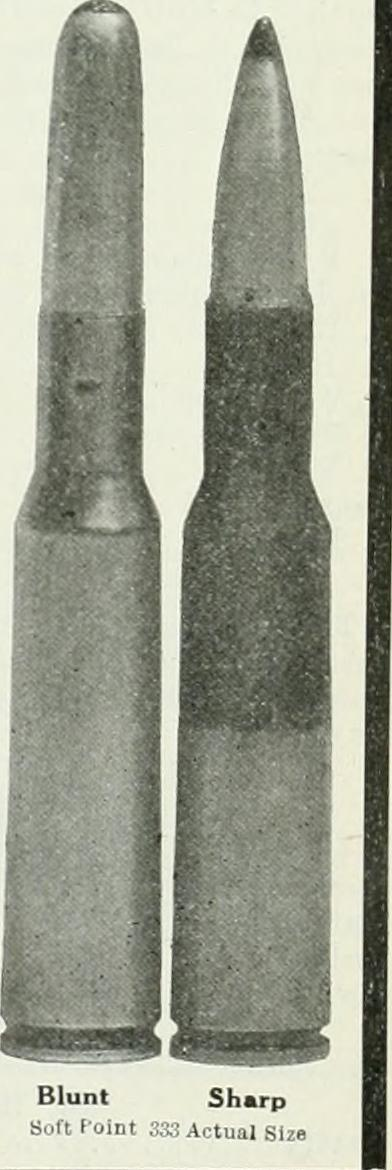

.333 제프리(.333 Jeffery)와 .333 제프리 플랜지드(.333 Jeffery Flanged)는 W.J. 제프리 & Co가 개발하여 1908년에 도입한 중구경 소총 탄약통이다.

## 설계
.333 제프리와 .333 제프리 플랜지드는 모두 병목형 센터파이어 소총 탄약통이다. 원래 두 탄약은 250 250 그레인 (16 g)짜리 탄두와 300 300 그레인 (19 g)짜리 탄두를 사용하는 두 가지 공장 장전으로 출시되었다.

### .333 제프리
.333 제프리, 또는 .333 제프리 림리스 나이트로 익스프레스 또는 .333 림리스 나이트로 익스프레스로도 알려져 있으며, 탄창식 소총에 사용하기 위한 무테 탄약통이다. .404 제프리에서 파생되었으며, 표준 및 매그넘 길이의 마우저 98 작동 방식에 모두 사용될 수 있다. 250 그레인 탄두를 2,500 피트 매 초 (760 m/s)의 속도로, 300 그레인 탄두를 2,200 피트 매 초 (670 m/s)의 속도로 발사한다.

### .333 제프리 플랜지드
.333 제프리 플랜지드 또는 .333 플랜지드 나이트로 익스프레스는 .333 제프리의 림 버전으로, 단발 및 더블 라이플에 사용하기 위한 것이다. 무테 .333 제프리보다 약간 낮은 속도로 장전되며, 250 그레인 탄두를 2,400 피트 매 초 (730 m/s)의 속도로, 300 그레인 탄두를 2,150 피트 매 초 (660 m/s)의 속도로 발사한다.

## 역사
1908년 출시되자마자 300 그레인 탄두를 발사하는 .333 제프리는 매우 높은 단면 밀도와 뛰어난 관통력으로 빠르게 좋은 평판을 얻었다. 불행히도 원래 250 그레인 탄두는 너무 약해서 초당 2,500피트로 발사하기에는 너무 깨지기 쉬운 구리 캡 할로우포인트였기 때문에 인기가 없었고 한동안 .333 제프리의 명성을 훼손했다. .333 제프리 플랜지드는 무테 버전만큼 인기를 누리지 못했는데, 이는 제프리가 300 그레인 장전을 위해 이 탄약의 더블 라이플을 규제하는 것을 처음에는 꺼려했기 때문으로 알려져 있다.
.333 제프리는 1912년 .375 홀랜드 & 홀랜드의 등장으로 다소 빛이 바랬다. 많은 영국 전용 탄약과 마찬가지로 .333 제프리는 1960년대 Kynoch가 탄약 제조를 중단하면서 단종될 수밖에 없었지만, Kynamco가 1990년대 Kynoch 탄약 생산을 재개하면서 다시 상업적으로 이용 가능해졌다. 비록 오늘날 .333 제프리용 소총을 공장에서 생산하는 총기 제조업체는 없지만 말이다.

## 사용
.333 제프리는 위험한 사냥감을 위한 것이 아니었지만, 300 그레인 탄약의 뛰어난 관통력 덕분에 코끼리를 포함한 모든 아프리카 사냥감에 성공적으로 사용되었다. 존 "폰도로" 테일러는 그의 저서 아프리카 소총과 탄약에서 .333 제프리에 대해 "나는 몇 번이고 동물의 몸통을 가로질러 발사하여 완벽하게 버섯 모양으로 변형된 탄두를 뒷다리에서 잘라냈다. 나는 한 번도 탄두가 부서지는 것을 본 적이 없다."라고 썼다.
앨프레드 샤프 경은 볼트액션 .333 제프리 소총을 아프리카 사냥에 광범위하게 사용하며 코끼리 및 다른 사냥감을 사냥했다.
이 탄약은 .318 웨슬리 리차즈와 성능이 매우 유사했다. .280 제프리는 W.J. 제프리 & Co가 .333 제프리의 목 부분을 .288 인치 (7.3 mm)으로 줄여서 만들었다.

## 제1차 세계 대전 복무
1914년과 1915년 초, 독일 저격수들은 .303 브리티시 볼 탄약에 뚫리지 않는 강판 뒤에서 영국 육군 진지를 거리낌 없이 공격했다. 이 위협에 대처하기 위해 영국 전쟁부는 영국 총기 제작사로부터 .333 제프리 소총을 포함한 다수의 대구경 스포츠 소총을 구매했다.
H. 헤스케스-프리처드 소령 (DSO, MC)은 그의 저서 프랑스 저격 1914-18에서 "나는 제프리의 고속 .333 소총부터 다양한 구경의 무거운 코끼리 총까지 온갖 종류의 소총으로 이 강판들을 시험해 보았고, .333 소총과 코끼리 총에서 발사된 탄환들이 버터처럼 강판을 꿰뚫는 것을 보고 기뻤다."라고 진술했다.

## 같이 보기
- 8 mm 구경
- 소총 탄약 목록
- 나이트로 익스프레스